# John Ouwerx
John Ouwerx, geboren als Jean Ouwerx,  (Nijvel in Wallonië, 8 maart 1903- Beersel, 13 januari 1983) was een Belgisch jazzpianist, dirigent en componist.
Jean Ouwerx moeder was een Roemeense immigrante. Zij was getrouwd met een Belgische kolonel die in zijn vrije tijd klassieke muziek componeerde. Jean liep school bij de jezuïeten in Brugge, waarna hij aan het Gents conservatorium lessen piano, compositieleer, fuga en contrapunt volgde. Hij kreeg er ook een eerste prijs voor piano. Hij had in deze periode veel bewondering voor de muziek van Bach en voor de nieuwe hedendaagse moderne muziek van Debussy, Ravel, Stravinsky, Milhaud en Satie.
Na het behalen van zijn diploma als muziekleraar ging hij niet aan het werk in het onderwijs, maar startte begin jaren 1920 met het geven van concerten. Om aan de kost te komen, schreef hij artikels voor de rubriek muziek in La Flandre littéraire, baatte in Blankenberge een melksalon uit op de baan naar Brugge, en werkte af en toe ook als vertegenwoordiger voor een hoedenfabriek.
Ouwerx' muzikale carrière leek op gang te komen toen een vriend, de organist Perceval, ervoor zorgde dat hij in 1925 werd aangenomen als pianist aan boord van de Red Star Line Antwerpen – New York. Het was een valse start, want op die zeereis was Ouwerx te ziek om te spelen. In New York leerde hij echter wel het uitgaansleven kennen, de Tin Pan Alley-muziek en de vele radiostations. Hij slaagde erin een job als derde organist te krijgen in het Strand Palace in Brooklyn. Zijn ontmoeting met pianist-componist George Gershwin, die klassieke concertmuziek vermengde met jazz, was van groot belang voor zijn eigen muzikale ontwikkeling.
Na vier maanden in Brooklyn keerde Jean Ouwerx naar België terug. Hij werd in het Brusselse Theatre du Marais aangeworven als dirigent voor het winterseizoen 1925–1926. Op het programma stonden werken van Jean-Baptiste Lully, Henry Purcell, Georges Auric en Igor Stravinsky.
Ouwerx had een partituur van zijn vriend George Gershwin meegebracht uit Brooklyn, met het vaste voornemen die in België te spelen. Op 18 november 1927 was het zover: in het Brusselse 'Coliseum' vond de uitvoering plaats van Gershwins Rhapsody in Blue, met, volgens de aankondiging in de kranten, "John" Ouwerx aan de piano. Deze naam zou Jean voortaan blijven gebruiken voor zijn optredens. Het was de eerste keer dat de Rhapsody in Europa werd gespeeld.
Eind jaren 1920 speelde hij in het Bistrouille A.D.O. en gaf ook lezingen over jazz. In 1928 toerde hij met het orkest van Marek Weber in Nederland, Hongarije, Duitsland, Egypte, Zwitserland en Italië. Hij begon arrangementen te maken voor filmmuziek, en nam zijn eerste platen op in 1931, met Gus Deloof. In 1934 speelde hij in de band van Robert De Kers, alsook in die van Stan Brenders. Ouwerx bleef ook tijdens de oorlogsjaren werken onder Brenders' leiding, van 1936 tot 1944. Hij speelde concerten met twee en vier piano's, onder andere met Fud Candrix, en werkte samen met Candrix' bigband.
Ouwerx bracht in de jaren 1950, (net als bijvoorbeeld de muzikanten Fud Candrix, Christian Serluppens, Mickey Bunner, Billy Desmedt en Bill Alexandre) een tijd in Belgisch Congo door. In Leopoldstad (het latere Kinshasa) speelde hij in hotelbars en werd hij hoofd van de Congolese afdeling van de platenmaatschappij Philips. Minstens veertig platen werden geproduceerd onder zijn leiding. In 1958 keerde hij terug naar Brussel, waar de Wereldtentoonstelling van 1958 plaatsvond. De laatste vijftien jaar van zijn leven baatte hij een pianobar uit op de Place du Samedi in Brussel.
Ouwerx is te horen op platen van onder andere Brenders, Django Reinhardt (waaronder opnames in Brussel, in 1942 gemaakt), Alix Combelle en Studio-B-Orchestra.
- Bibliothèque nationale de France: cb17058504v (data)
- International Standard Name Identifier: 0000 0000 3936 1656
- Library of Congress Control Number: nb2001087130
- MusicBrainz: f1a73099-c3b3-486b-ac1e-f7f231d02590
- Virtual International Authority File: 70895621
- WorldCat: E39PBJkMGtpbqVCTj8JvFw3vpP